# Konstantynów (Sochaczew)
Pour les articles homonymes, voir Konstantynów.
Konstantynów  [kɔnstanˈtɨnuf] est un village polonais de la gmina de Rybno dans le powiat de Sochaczew et dans la voïvodie de Mazovie.